# Hermann Kapp (Mediziner)
Hermann Kapp (* 23. Juni 1900 in Basel; † 7. Februar 1976 ebenda) war ein Schweizer Mediziner und Professor für Innere Medizin, Gastroenterologie und Diätetik.

## Leben
Kapp legte 1928 in Basel seine Dissertation zum Thema Vergleichende Untersuchungen im Tiefland und Hochgebirge über das Verhalten von Grundumsatz und Senkungsreaktion bei Tuberkulösen vor (veröffentlicht in Beiträge zur Klinik d. Tuberkulose, Band 68. Springer, Berlin 1928, S. 378ff.) und wurde 1929 zum Dr. med. promoviert. Im Jahr 1933 wurde er Privatdozent. Während vierzig Jahren war er Leiter des Diätetikdepartementes der Basler Universitätsklinik; in den 1960er Jahren wurde Kapp zum außerordentlichen Professor der Medizin an der Universität Basel ernannt. Kapp war auch „Spezialarzt für Magen-, Darm- und Stoffwechselkrankheiten, der Medizinischen Klinik des Bürgerspitals Basel“ und war Ehrenmitglied der Deutschen Gesellschaft für Verdauungs- und Stoffwechselkrankheiten.